# Pozzi (Künstlerfamilie aus Rom)
Die wichtigsten Vertreter der Familie Pozzi sind vier Söhne eines Gastwirtes, die als Künstler Karriere machten: Stefano, Rocco, Andrea und Giuseppe.

## Stefano
Stefano Pozzi (* 9. November 1699 [1707?] in Rom; † 11. Juni 1768 in Rom) war Maler und Zeichner, der den Großteil seiner Arbeiten in Rom schuf. Gelegentlich arbeitete er zusammen mit seinem Bruder Rocco.
Stefano erlernte sein Handwerk bei zwei bedeutenden Schülern von Carlo Maratta, nämlich zunächst bei Andrea Procaccini, und, nachdem dieser 1720 nach Spanien ging, bei Agostino Masucci.
1732 wurde er in die Künstlergemeinschaft Congregazione dei Virtuosi al Pantheon aufgenommen, deren Direktor er 1739 wurde. 1736 wurde er in die Kunstakademie Accademia di San Luca berufen. Er arbeitete hauptsächlich für die Kirche, beispielsweise für eine Kapelle der Basilika Santa Maria Maggiore ein Bild des seligen Niccolò Albergati, um 1736 acht Kartuschen zwischen Fenstern der Kirche San Silvestro al Quirinale, Bilder [Fresken?] im Refektorium der Chiesa di San Gregorio Nazianeno, 1742 Tod des hl. Joseph für eine Kapelle der Kirche Santissimo Nome di Maria al Foro Traiano. Für die 1748 von Ferdinando Fuga umgebaute Kirche Sant'Apollinare alle Terme das Deckenfresko Sant'Apollinare in Gloria..  Fresken der Sakristei der Chiesa del Gesù, Perugia.
1744 wurde er von Giuseppe Kardinal Spinelli nach Neapel berufen, um die Apsis des soeben von Paolo Posi renovierten Domes San Gennaro zu freskieren. Erhalten sind Die Heiligen Januarius und Agrippino Driving vertreiben die Sarazenen (rechts) und Chor der Engel (Kuppel).
Danach begann eine Zusammenarbeit mit Luigi Vanvitelli: 1744 Fresken für das Kloster Montemorcino in Perugia, das Vanvitelli baute (jetzt Palazzo dell’Università). Erhalten ist eine Verkündigung.
In Rom entstand für die Kirche Santa Francesca Romana ein Fresko Der selige Bernardino Tolomei unter Pestkranken, für die von Vanvitelli gestaltete Bibliothek des Palazzo Sciarra-Colonna eine Serie von Allegorien der Tierkreiszeichen, und die Ausgestaltung des Spiegelsaals (Saletto degli Specchi) im Palazzo Doria-Pamphilj.
Zu Stefano Pozzis Schülern gehörten der Architekt Giacomo Quarenghi und der Maler Antonio Cavallucci. Das Bild Madonna inmitten von Engeln und Wolken wird ihm seit kurzem von Dr. Stella Rudolph zugeschrieben.

## Rocco
Rocco (1701–1774 [?; auch: „bekannt um 1750; † um 1780“]), war Maler und wurde Hofkupferstecher des Königs von Neapel. Etliche seiner Kupfer sind im Besitz des Museo Florentino, darüber hinaus schuf er eine Serie über die Altertümer Herculaneums, die in Neapel aufgelegt wurde.

## Andrea
- Andrea Pozzi (1718–1769), Elfenbeinschnitzer

## Giuseppe
- Giuseppe Pozzi (1723–1765), Maler.

## Zur Familie gehören außerdem
- Francesco Pozzi (1750–1805), aus Rom, Kupferstecher, ausgewiesen als Roccos Neffe. Zusammen mit Coppa und Perini stach er einige der Ansichten der Galleria Clementina des Vatikans. Auch ein Porträt von Papst Pius VI. ist eine seiner Arbeiten.
- Andrea Pozzi (1778–??), aus Rom, Maler. Bekannte Arbeiten sind: Madonna und Heilige, gemalt für die Stadt Camerino. 1820: Martyrium des hl. Stephan in einer Seitenkapelle von Santa Maria Rotundo, Rom. Andrea Pozzi war langjähriger Vorsitzender der Accademia di San Luca.[7]